# Dominikanerkloster Avignon

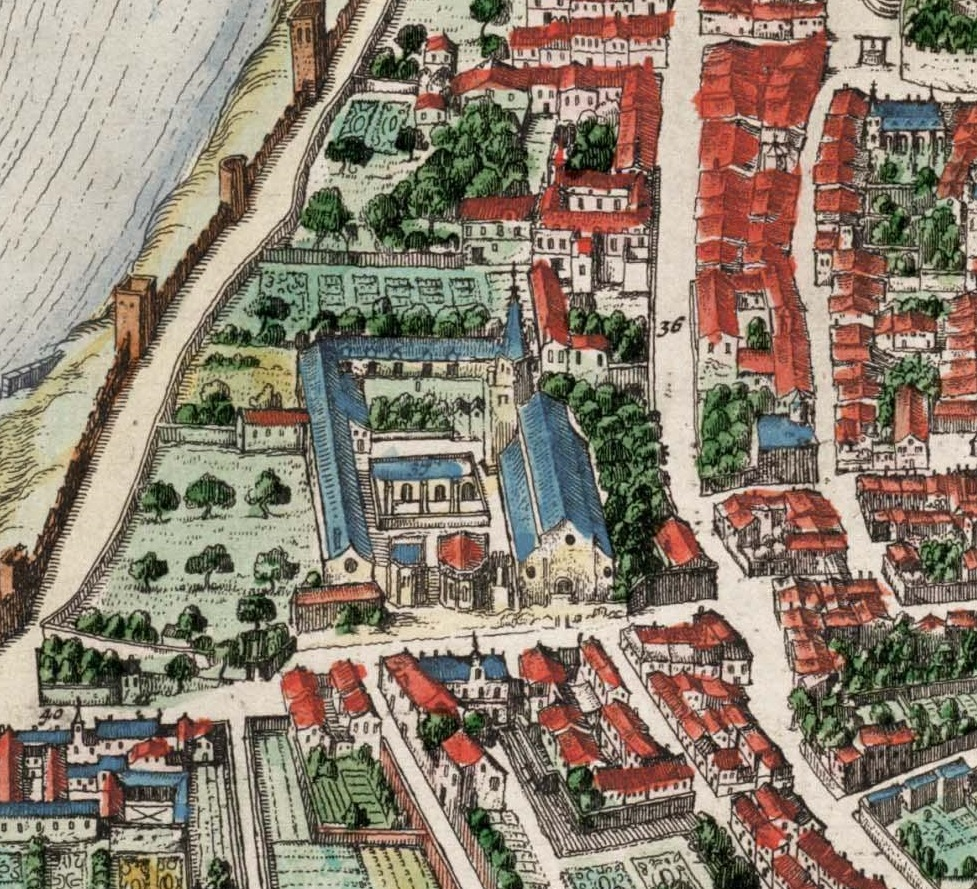
Das Dominikanerkloster
auf einem Stadtplan von 1663

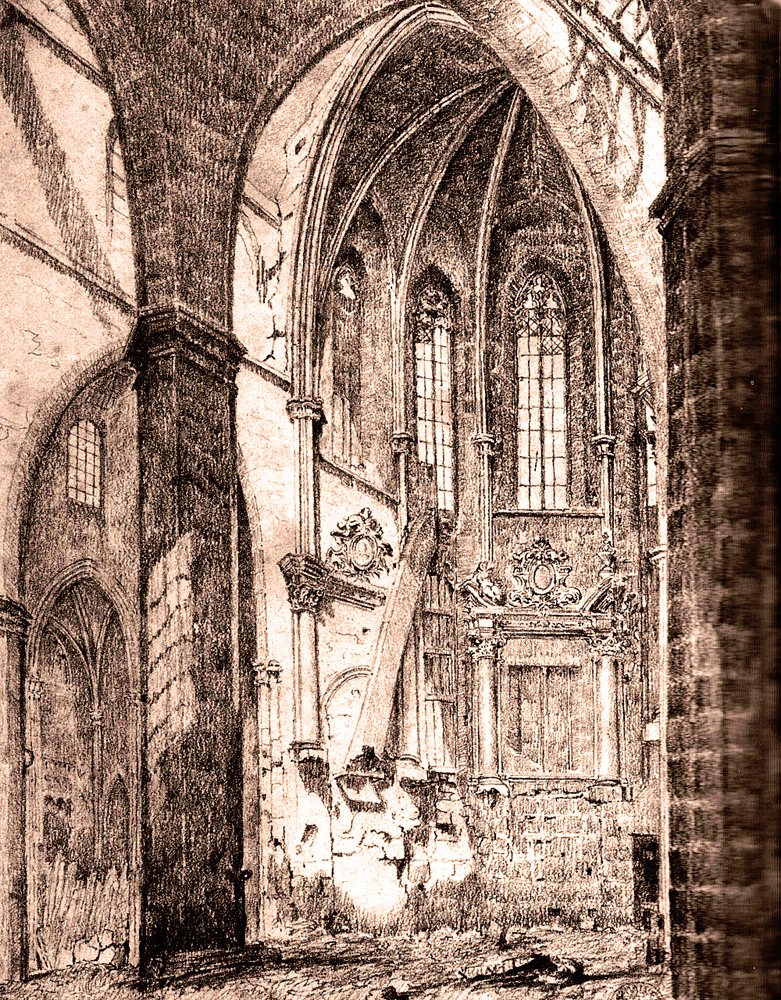
Chor der Klosterkirche 1839

Das Dominikanerkloster Avignon war die größte Klosteranlage in Avignon und eine der bedeutendsten dominikanischen Niederlassungen. Im 14. Jahrhundert, zur Zeit des avignonesischen Papsttums, war es Schauplatz mehrerer kirchenhistorischer Ereignisse. Im Zuge der Französischen Revolution wurde es aufgehoben. Die Gebäude verschwanden spurlos.

## Geschichte
Das Kloster führte seine Entstehung auf den Ordensgründer Dominikus selbst zurück. Er habe im Jahr 1219 einen Brunnen gesegnet, der in der späteren Sakristei gezeigt wurde (SANCTUS DOMINICUS BENEDIXIT HANC AQUAM ANN. 1219). Urkundlich nachweisbar ist das Kloster ab 1241. Das Grundstück lag vor der alten Stadtmauer von Avignon im Uferbereich der Rhone. Beim Neubau der Stadtmauer im 14. Jahrhundert wurde das Gebiet in den Mauerring einbezogen. Die mächtige, dreischiffige Klosterkirche war 1330 fertiggestellt, der figurenreiche spätgotische Kreuzgang 1347.
Clemens V., der 1305 in Perugia zum Papst gewählt worden war, nahm von 1309 bis zu seinem Tod 1314 seine provisorische Residenz im Dominikanerkloster. Seine Nachfolger Benedikt XII. und Clemens VI. wurden in der Klosterkirche gekrönt. Hier erfolgten die Heiligsprechungen von Thomas von Aquin (1323) und Ivo Hélory (1347). Meister Eckhart lebte und starb hier 1328 während seines Inquisitionsprozesses. Dem Konvent gehörten bedeutende Gelehrte an.
Nach der Aufhebung des Klosters im Zuge der Revolution wurde Anfang des 19. Jahrhunderts in den Gebäuden eine Gießerei eingerichtet. Später wurden die Mauerreste vollständig abgerissen und das Gelände neu bebaut. Quer über das einstige Klostergrundstück verläuft heute die Rue Victor Hugo.